# Robert Hill
Robert Hill (Leamington Spa, 1899 – Cambridge, 15 marzo 1991) è stato un biochimico britannico.

## Principali studi
- Reazione di Hill: reazione di idrolisi dell'acqua e formazione di ossigeno durante la fotosintesi clorofilliana e reagente di Hill (accettore di idrogeno non biologico usato da Robert Hill).
- Localizzazione della fase luminosa della fotosintesi clorofilliana nei cloroplasti.
- Distinzione tra fase luminosa e fase oscura della fotosintesi clorofilliana.